# Ега (приток Неи)
Ега — река в России, протекает по Чухломскому и Антроповскому районам Костромской области. Устье реки находится в 201 км от устья Неи по левому берегу. Длина реки составляет 39 км, площадь водосборного бассейна — 156 км².
В 11 км от устья впадает правый приток Яхня.

## Данные водного реестра
По данным государственного водного реестра России относится к Верхневолжскому бассейновому округу, водохозяйственный участок реки — Унжа от истока и до устья, речной подбассейн реки — Бассей притоков Волги ниже Рыбинского водохранилища до впадения Оки. Речной бассейн реки — (Верхняя) Волга до Куйбышевского водохранилища (без бассейна Оки).
Код объекта в государственном водном реестре — 08010300312110000016133.